# Dasymaschalon
Dasymaschalon es un género de fanerógamas con 18 especies perteneciente a la familia de las anonáceas. Son nativas del este y  sudeste de Asia.

## Taxonomía
El género fue descrito por (Hook.f. & Thomson, 1855) Dalla Torre & Harms y publicado en Genera Siphonogamarum 174. 1901.  La especie tipo es: 